# Jeppe Tverskov
Jeppe Theis Tverskov (ur. 12 marca 1993 w Kopenhadze) – duński piłkarz występujący na pozycji środkowego obrońcy lub defensywnego pomocnika w San Diego FC.

## Kariera
Karierę zaczynał w juniorskich drużynach Boldklubben 1903. W 2010 został członkiem pierwszej drużyny klubu. W pierwszym seniorskim sezonie został zawodnikiem roku w B 1903. W 2011 podpisał kontrakt z Lyngby BK. W 1. division zadebiutował 28 marca 2013 w wygranym 1:0 meczu z Skive IK. W 2014 został zawodnikiem Randers FC. 19 października 2014 w przegranym 0:1 meczu z FC Kopenhagą zadebiutował w Superligaen. 
1 lipca 2016 został oficjalnie nowym zawodnikiem Odense Boldklub. W 2022 został kapitanem zespołu. W 2023 przeszedł do FC Nordsjælland, z którym podpisał kontrakt do lata 2025. 19 marca 2024 San Diego FC ogłosiło transfer Tverskova przed debiutem w MLS w 2025.